# NGC 6314
NGC 6314 es una galaxia espiral (Sa) localizada en la dirección de la constelación de Hércules. Posee una declinación de +23° 16' 14" y una ascensión recta de 17 horas, 12 minutos y 38,7 segundos.
La galaxia NGC 6314 fue descubierta el 6 de junio de 1863 por Albert Marth.